# Айс Ла Фокс
Айс Ді'Анджело (нар. 28 лютого 1983), відома як Айс Ла Фокс (англ. Ice La Fox) — американська порноакторка кубино-пуерто-риканського походження.

## Біографія
Дочка порноакторки і порнорежисерки Анджели Ді'Анджело. Народилася в Маямі (штат Флорида), дитинство провела в Лос-Анджелесі (штат Каліфорнія).
У 2002 році знялася у порнофільмі Snoop Dogg's Hustlaz: Diary of a Pim, який на церемонії AVN Award 2004 року отримав нагороду «Найбільш продаваний реліз року».
У 2007 році знялася для порножурналу Penthouse. Після річної перерви в липні 2008 року повернулася в порноіндустрію з грудними імплантатами розміру DD.
У 2012 році Айс Ла Фокс знялася в порнофільмі, що отримав велику кількість номінацій — Rack City: The XXX Movie. Там вона виступила також продюсеркою і режисеркою і також виконала роль несексуального характеру у сцені з репером Tyga, заснованій на пісні останнього.

## Нагороди та номінації
- 2004 номінація на AVN Award — Краща сцена лесбійського сексу, відео — Hustlaz: Diary of a Pimp (Hustler Video) з Мією Смайлз, Холлі Холівуд і Ді[21]
- 2007 AVN Award — Краща сцена орального сексу, фільм — Fuck (Wicked Pictures) з Еріком Мастерсоном, Томмі Ганом, Маркусом Лондоном і Маріо Россі[22]
- 2007 номінація на AVN Award — Краща парна сцена, відео — Darker Side of Sin 3 (1st Strike) з Тайлером Найтом[23]
- 2007 номінація на FAME Award — Улюблена дупа[24]
- 2013 номінація на AVN Award — Краща сцена орального сексу — Rack City XXX (Tyga/Hush Hush) з Гаваною Джинджер[17][18][19][25]